# Кошелева, Нина Васильевна
Кошелева Нина Васильевна (1 июля 1952, село Вертелим, Старошайговский район, Мордовская АССР, РСФСР, СССР) — композитор, автор музыки гимна Республики Мордовия. Заслуженный деятель искусств Российской Федерации (2008).

## Биография
Родилась 1 июля 1952 года в селе Вертелим, ныне входящем в состав Старошайговского района Мордовии. Национальность — мокшанка.
Окончила Саранское музыкальное училище имени Л. П. Кирюкова, Казанскую государственную консерваторию.
С 1979 г. — преподаватель Саранского музыкального училища имени Л. П. Кирюкова. В 1997–2002 гг. — заместитель председателя, с 2002 г. — Председатель Правления Союза композиторов Республики Мордовия. Член Союза композиторов России с 1982 года.

## Творчество
Автор песен, музыки к театральным постановкам (в том числе музыкальные сказки «Серебряное озеро», «Козни Ведявы» и др.), классических произведений. Автор музыки гимна Республики Мордовия («Шумбрат, Мордовия!», на стихи С. Кинякина). К несомненным творческим удачам Нины Васильевны принадлежит первый мордовский балет «Алёна Арзамасская», который регулярно появляется в афише Саранского музыкального театра имени И. М. Яушева.
18 апреля 2013 г. в этом же театре состоялся большой творческий вечер Н. В. Кошелевой.
В 1990 г. написала прекрасную картину Истоки.

## Почётные звания
- Лауреат премии комсомола Мордовии (1986 год)
- Лауреат премии имени Д. Д. Шостаковича Союза композиторов России (1988 год)
- Заслуженный деятель искусств Республики Мордовия (1991 год)
- Лауреат Государственной премии Мордовии (1995 год)
- Народная артистка Республики Мордовия (2002 год).
- Заслуженный деятель искусств Российской Федерации (21 мая 2008 года) — за заслуги в области искусства[1]
- Орден Дружбы (31 июля 2023 года) — за вклад в развитие отечественной культуры и искусства, многолетнюю плодотворную творческую деятельность[2]